# Kłódka

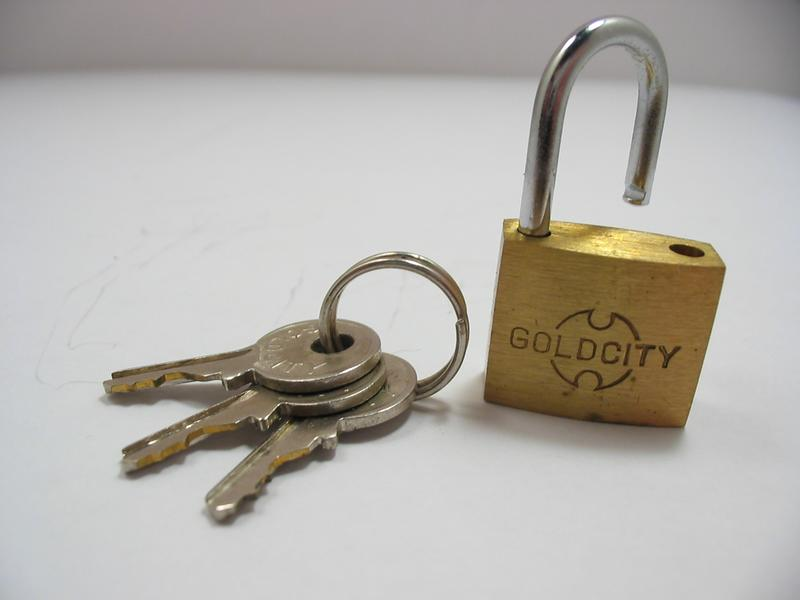
Kłódka

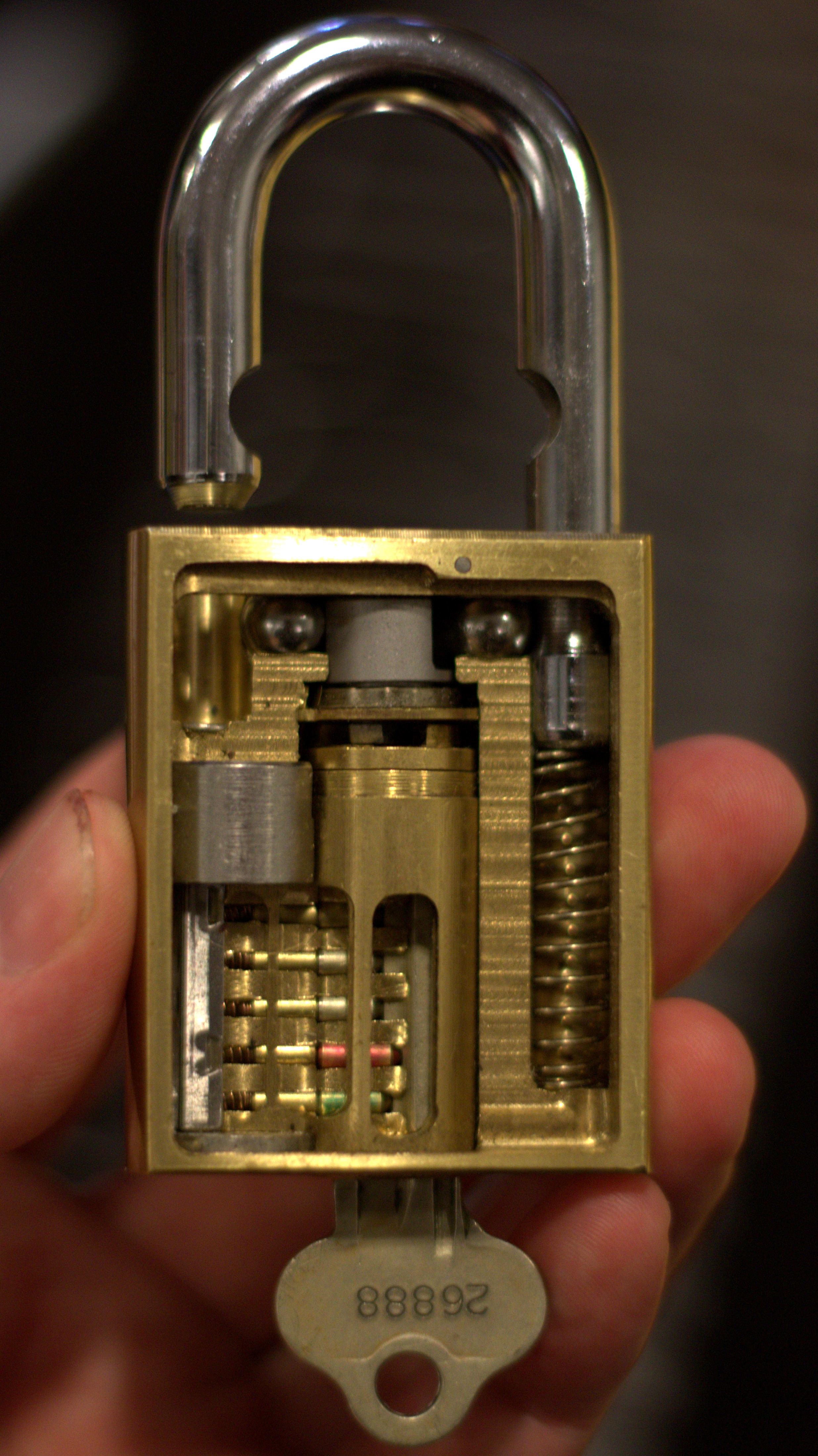
Budowa wewnętrzna kłódki

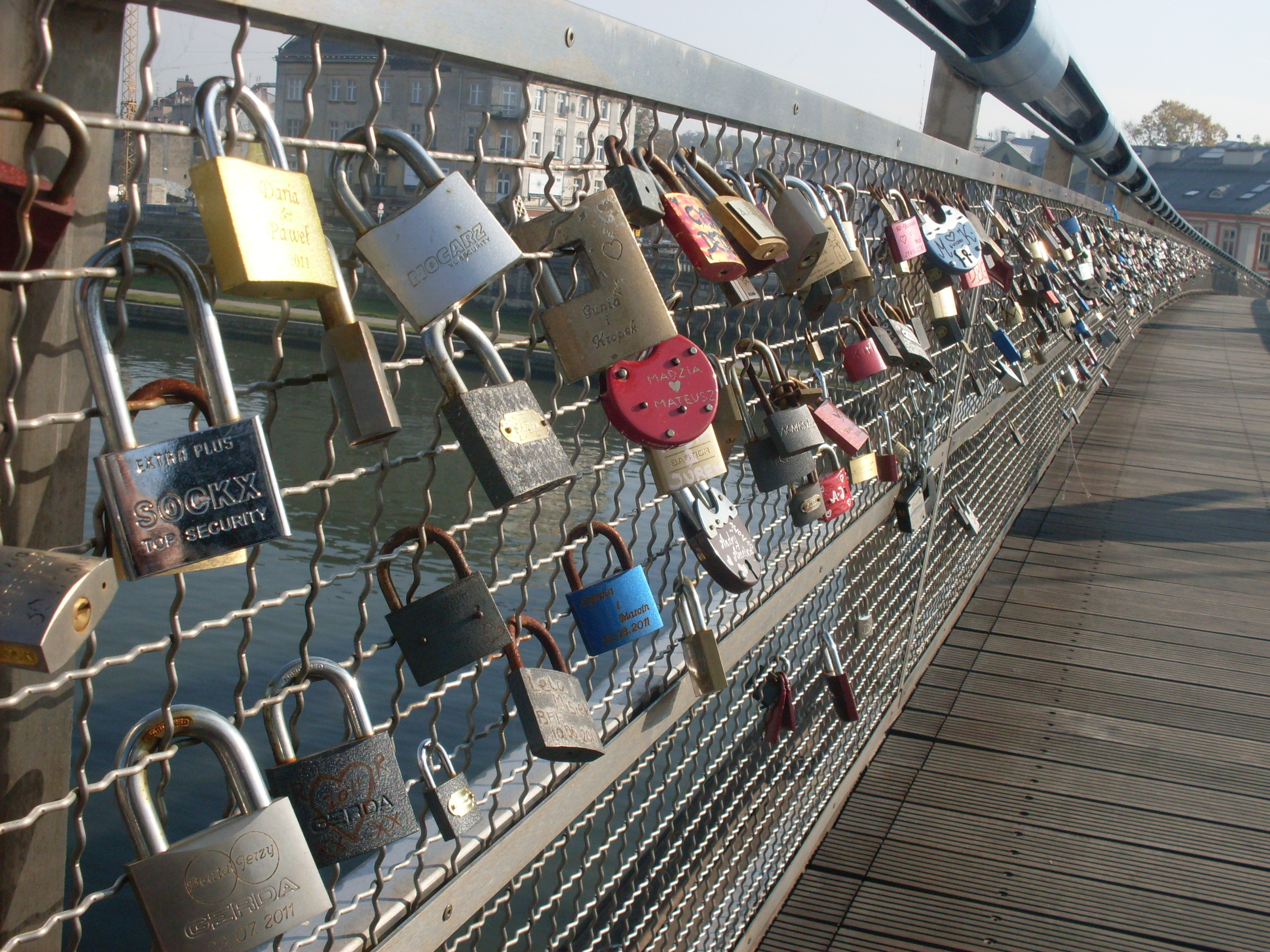
Kłódki miłości na Kładce Ojca Bernatka w Krakowie

Kłódka – urządzenie służące do spinania ze sobą elementów (skobli i wrzeciądzy) zamykających drzwi, pokrywy pojemników, łańcuchów i innych ruchomych przegród. 
Kłódka klasyfikowana jest jako okucie budowlane zamykające. 
Kłódka składa się z obudowy, w której mieści się mechanizm oraz ruchomego pałąka, który otwiera i zamyka obręcz, jaką tworzy kłódka. Otwieranie kłódki odbywa się za pomocą klucza lub zamka szyfrowego, zamykanie może odbywać się na zatrzask lub z użyciem klucza.